# Fascinus typicus
Espèce
Fascinus typicus est une espèce de gastéropodes marins de la super-famille des Buccinoidea (aucune famille n'est assignée pour le genre Fascinus). 

## Répartition
Sa coquille a déjà été retrouvée en Tasmanie et en Australie.

## Systématique
Le nom valide complet (avec auteur) de ce taxon est Fascinus typicus Hedley, 1903, .

## Publication originale
- (en) Charles Hedley, « Mollusca - Part II - Scaphopoda and Gastropoda », The Australian Museum Memoir, Sydney, vol. 4, no 6,‎ 8 octobre 1903, p. 325-402 (ISSN 0067-1967, e-ISSN 1839-4760, lire en ligne, consulté le 21 octobre 2023).